# Zachary Taylor
Zachary Taylor (24. listopadu 1784, Barboursville, Virginie, USA – 9. července 1850, Washington, D.C.) byl americký generál a 12. prezident Spojených států amerických.

## Životopis

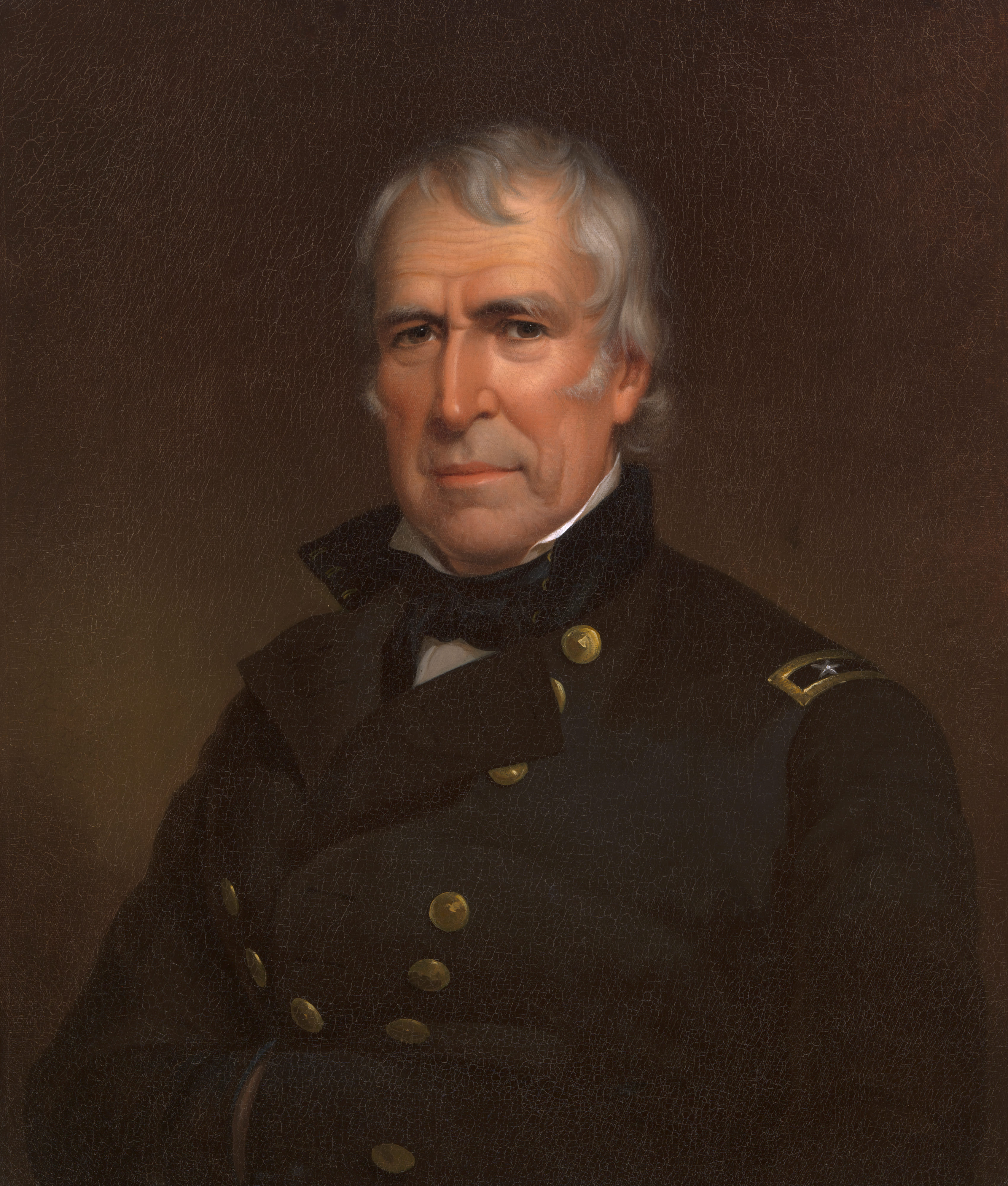
Zachary Taylor, portrét Jamese Lambdina (1848)

Pocházel z prominentní farmářské rodiny, která vlastnila několik plantáží a v době jeho dětství přesídlila z  Virginie do Louisville v Kentucky. Stejně jako jeho starší bratr Josef Pannel, začal kariéru v armádě. Sloužil čtyřicet let v americké armádě. Vydobyl si respekt a slávu již během britsko-americké války v roce 1812, kde organizoval budování pevností podél Mississipi a svedl vítěznou bitvu proti Indiánům, dále bojoval za války Černého jestřába (1832) a druhé seminolské války proti Indiánům Seminolům (1837). Byl povýšen na generálmajora. Proslul svým vedením jednotek Spojených států do vítězných bojů v několika rozhodujících bitvách mexicko-americké války.
Svou úspěšnou vojenskou kariérou byl považován za národního hrdinu a byl znám pod přezdívkou „Starý Drsňák“ (či „Tvrďák“) (v originále Old Rough and Ready).

## Prezident Spojených států
I když se jako jižanský otrokář, který byl proti rozšiřování otrokářství do teritorií Spojených států, o politiku příliš nezajímal, pro svůj věhlas hrdiny byl prosazen stranou whigů jako jejich kandidát na prezidenta USA ve volbách v roce 1848. V těchto volbách porazil Lewise Casse, kandidáta Demokratické strany a stal se tak prvním americkým prezidentem, který před nástupem do funkce nezastával žádný jiný vládní úřad.
Jako prezident začal tlačit na usedlíky v Novém Mexiku a v Kalifornii, aby území na kterých žili, nezůstala teritoriálními oblastmi a místo toho byly podány návrhy státních ústav, které by pomohly k prosazení tzv. kompromisu roku 1850.
Dne 4. července se Taylor zúčastnil oslav znovuzahájení stavby Washingtonova monumentu, kde snědl mnoho třešní a vypil velké množství podmáslí a ledové vody. V důsledku toho o pět dní později, 9. července, zemřel na gastroenteritidu,  podle některých zdrojů se při téže příležitosti nakazil cholerou. Stalo se tak pouhých šestnáct měsíců po jeho zvolení. Do funkce prezidenta po něm nastoupil dosavadní viceprezident USA Millard Fillmore.